# 爱大华
爱大华 是马来西亚霹雳州曼绒县的一个城镇。 它的名字来自于英文“Air Tawar” ，在马来语中的字面意思是“淡水”。 截至2020年，总人口为3,050人。 